# Free Your Mind...and Your Ass Will Follow
Free Your Mind...and Your Ass Will Follow este al doilea album de studio al trupei Americane de funk Funkadelic, lansat în iulie 1970 prin Westbound Records. 

## Tracklist
1. "Free Your Mind...and Your Ass Will Follow" (George Clinton, Ray Davis, Eddie Hazel) (10:04)
2. "Friday Night, August 14th" (Clinton, Hazel, Billy Bass Nelson) (5:21)
3. "Funky Dollar Bill" (Clinton, Davis, Hazel, Tawl Ross) (3:15)
4. "I Wanna Know if It's Good to You?" (Clinton, Clarence Haskins, Hazel, Nelson) (5:59)
5. "Some More" (Clinton, Ernie Harris, Hazel) (2:56)
6. "Eulogy and Light" (Clinton, Harris) (3:31)

## Single-uri
- "Funky Dollar Bill" (1970)
- "I Wanna Know if It's Good to You?" (1970)

## Componență
- George Clinton, Ray Davis, Fuzzy Haskins, Calvin Simon, Grady Thomas - voce
- Eddie Hazel - chitară, voce pe "I Wanna Know if It's Good to You?" și "Some More"
- Tawl Ross - chitară ritmică, voce pe "Funky Dollar Bill"
- Billy Bass Nelson - chitară bas, voce pe "Friday Night, August 14th" și "I Wanna Know if It's Good to You?"
- Bernie Worrell - claviaturi, pian pe "Funky Dollar Bill", orgă pe "I Wanna Know if It's Good to You?"
- Tiki Fulwood - tobe